# سارا بلکلی
سارا بلکلی (انگلیسی: Sara Blakely; ۲۷ فوریهٔ ۱۹۷۱ –) کارآفرین، نیکوکار و سرمایه‌دار اهل ایالات متحده آمریکا است، که در سال ۲۰۰۰ شرکت اسپانکس را تأسیس نمود.